# Jacobina

Jacobina este un oraș în statul Bahia (BA) din Brazilia.